# Vennebjerg Herred

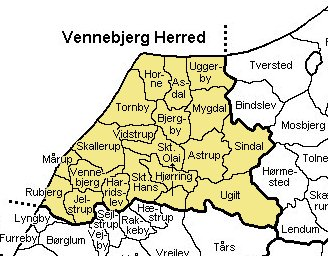
Vennebjerg Herred

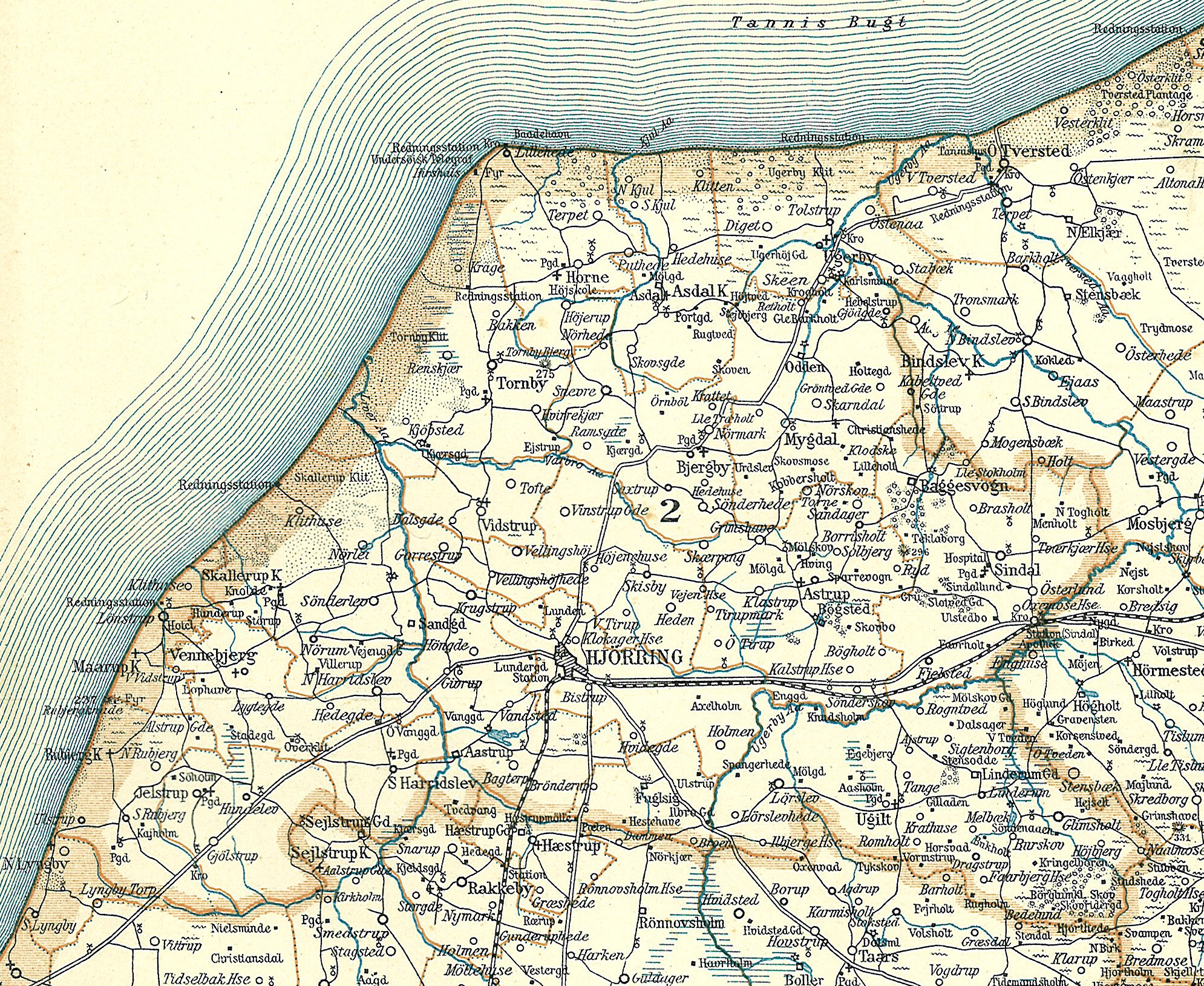
Vennebjerg Herred rond 1900

Vennebjerg Herred was een herred in het voormalige Hjørring Amt in Denemarken. In 1970 werd het gebied deel van de nieuwe provincie Noord-Jutland.

## Parochies
Vennebjerg omvat naast de stad Hjørring 18 parochies. Alle parochies liggen binnen het bisdom Aalborg.
- Asdal
- Astrup
- Bistrup
- Bjergby
- Harritslev
- Hirtshals
- Horne
- Jelstrup
- Mygdal
- Mårup
- Rubjerg
- Sankt Catharinæ (op de kaart als Hjørring)
- Sankt Hans
- Sankt Olai
- Sindal
- Skallerup
- Tornby
- Uggerby
- Ugilt
- Vennebjerg
- Vidstrup